# الدين في فنزويلا

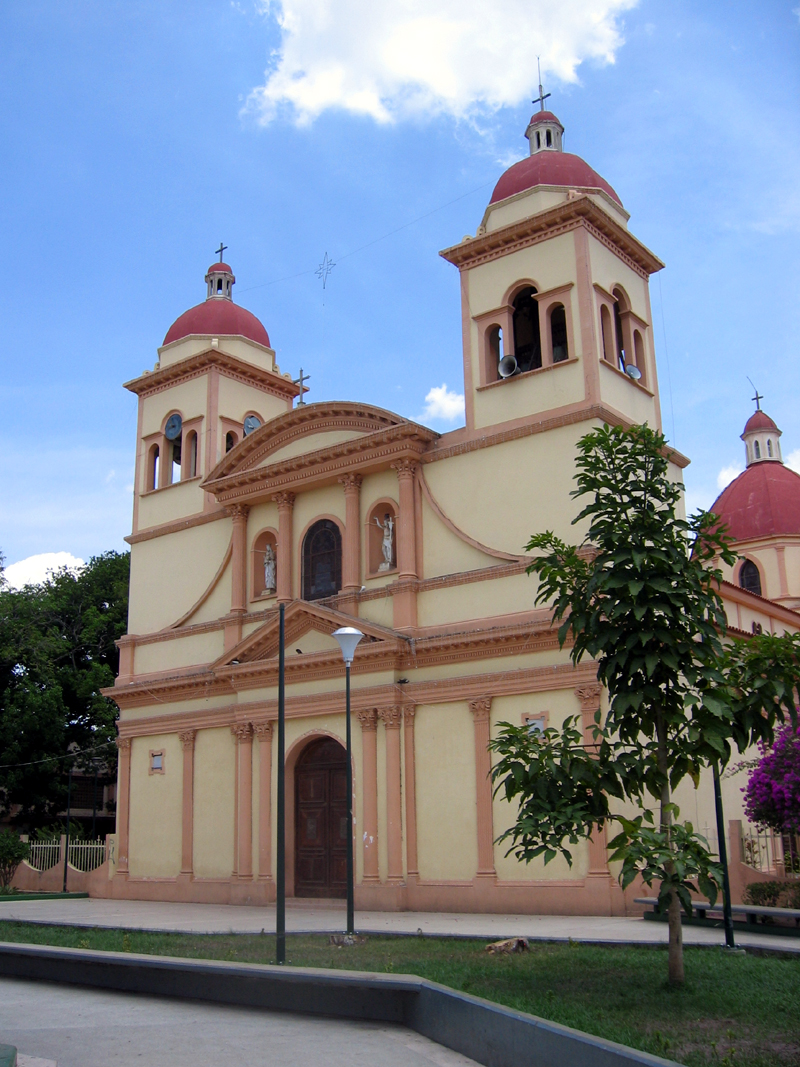

مثل معظم دول أمريكا الجنوبية، فنزويلا هي أمة ذات أغلبية كاثوليكية. وأتى نفوذ الكنيسة الكاثوليكية في استعمارها من قبل إسبانيا. الدين في فنزويلا الكاثوليك 71% والبروتستانت 17% والالحاد 6% وباقي الديانات 2%

## الحرية الدينية
ينص دستور فنـزويلا على حرية الاعتقاد طالما أنها لا تنتهك «الآداب العامة أو اداب السلوك». يجرِّم القانون الدستوري لعام 2017 «التحريض على الكراهية» أو العنف، بما في ذلك الأحكام الخاصة بالتحريض على الكراهية ضد الجماعات الدينية.
يجب على المنظمات الدينية تسجيل نفسها لدى الحكومة من أجل الحصول على الوضع القانوني. تتولى مديرية العدل والدين، التابعة لوزارة الداخلية والعدل والسلام، إدارة عمليات التسجيل، وصرف الأموال للمنظمات المسجلة، وتعزيز التسامح الديني. تُتاح خدمات القساوسة في الجيش للكاثوليكيين فقط.
يُسمح بالتعليم الديني في المدارس العامة، وإن كان لا يشكل جزءًا من أي منهج رسمي تقترحه الحكومة. ادعى ممثلو المجلس الوطني لجمهور المؤمنين، المنتسب إلى الكنيسة الكاثوليكية، أن الحكومة قد ضغطت في بعض الأحيان على مديري المدارس كي لا يدّرسوا المقررات الدينية، ولكن في حالات أخرى كان للمدرسين حرية إدراج التعليم الديني ما دامت مناهجهم تمتثل لمعايير وزارة التعليم.
واجه قادة المنظمات الدينية، الذين ينتقدون الحكومة علانية، مضايقات من جماعات موالية للحكومة اتهمتهم بتسييس خدماتهم الدينية بشكل غير صحيح. في بعض الحالات، تصاعدت حدة هذه المضايقات لتتحول إلى أعمال عنف. اتهم قادة الجالية اليهودية وسائل الإعلام الممولة من الدولة وبعض المسؤولين الحكوميين بالانخراط في خطاب معاد للسامية.